# Bay (Haute-Saône)
Bay é uma comuna francesa na região administrativa de Borgonha-Franco-Condado, no departamento de Alto Sona. Estende-se por uma área de 4,87 km². Em 2010 a comuna tinha 147 habitantes (densidade: 30,2 hab./km²).